# Argo di Tespi
Argo (in greco antico: Ἄργος?, Árgos) è un personaggio della mitologia greca, Argonauta e costruttore della nave Argo.

## Genealogia
Figlio di Arestore secondo Apollonio Rodio, di Polibo (o Danao) ed Argia secondo Igino.

## Mitologia

### La nave
Fu un grande costruttore di navi dell'epoca e quando Giasone gli chiese di fabbricarne una con cinquanta remi si mise al lavoro nel cantiere a Pagase utilizzando del vecchio legno del monte Pelio. 

Grazie all'aiuto di Atena la nave fu presto completata.

### Le avventure degli Argonauti
Durante le avventure degli argonauti i Colchi, avvertiti dai sacerdoti di Ares dell'intrusione, ferirono in battaglia diversi eroi, fra cui lo stesso Argo, in seguito guarito grazie all'aiuto dei filtri magici di Medea.
È stato anche il costruttore di una statua in legno dedicata ad Era ed oggetto di culto a Tirinto.